# Historis acheronta
Historis acheronta (Fabricius, 1775); originalmente e cientificamente denominada Papilio acheronta na obra Systema Entomologiae: Sistens Insectorum Classes, Ordines, Genera, Species, Adiectis Synonymis, Locis, Descriptionibus, Observationibus; vernacularmente denominada, em português, canoa-de-umbaúba; em inglês, tailed cecropian; é uma borboleta neotropical da família Nymphalidae. Distribui-se do México ao Brasil e também habita as ilhas de Cuba, Jamaica e Ilha de São Domingos, com rara ocorrência no sul da Flórida. Sua envergadura pode chegar a oito centímetros e sua coloração é caracterizada por apresentar asas posteriores de coloração castanha e asas anteriores enegrecidas, com manchas características de coloração alaranjada em seu centro, vista por cima, e padronagem de folha seca em vista inferior. Difere da outra espécie de seu gênero, Historis odius, maior e mais robusta, por apresentar seis manchas brancas na parte superior das asas anteriores e por apresentar um prolongamento filiforme em cada uma das asas posteriores.

## Hábitos
Historis acheronta ocorre em uma grande variedade de habitats florestais, incluindo florestas caducifólias e matas úmidas, do nível do mar até 1.000 metros de altitude. Macho e fêmea visitam frutos em fermentação, preferindo aqueles que ainda não caíram das árvores. Também são atraídas para fontes de sais minerais, particularmente urina no solo. Quando pousam, as asas ficam eretas sobre o corpo do animal.

## Ciclo de vida
Os ovos de Historis acheronta são colocados em folhas de Cecropia. Suas lagartas possuem cabeças vermelhas, com chifres, e salpicos irregulares de vários tamanhos na cor negra. Corpo principalmente negro, com três marcações amarelas que se estendem para a área subdorsal do 2º, 4º e 6º segmentos abdominais. Possuem prolongamentos espiniformes como em Historis odius. Superfície ventral branca. Crisálida similar à de odius, com cristas da cabeça mais curtas, não encurvadas ou apostas, mas um pouco divergentes.

## Subespécies
Historis acheronta possui três subespécies:
- Historis acheronta acheronta - Nativa da região do México ao Brasil (ocasionalmente adentrando os EUA),[6] descrita por Fabricius em 1775.
- Historis acheronta semele - Nativa da região de Cuba e Ilha de São Domingos, descrita por M. Bates em 1939.
- Historis acheronta cadmus - Nativa da região da Jamaica, descrita por Cramer em 1775.